# Memorial Hubert Wagner 2005
Il Memorial Hubert Wagner 2005 si è svolto dal 12 al 14 agosto 2005 a Olsztyn e Iława, in Polonia: al torneo hanno partecipato quattro squadre nazionali e la vittoria finale è andata per la seconda volta ai Paesi Bassi.

## Squadre partecipanti
| Squadra     | Qualificazione      | Ultima partecipazione       |
| ----------- | ------------------- | --------------------------- |
| Cina        | Wild card           | Esordio                     |
| Norvegia    | Wild card           | Esordio                     |
| Paesi Bassi | Wild card           | Memorial Hubert Wagner 2004 |
| Polonia     | Paese organizzatore | Memorial Hubert Wagner 2004 |

## Torneo

### Risultati
| 12 agosto 2005 ?, ? Durata: ? - Spettatori: ? | Polonia     | 3 - 0 | Norvegia    | 25-19, 25-14, 25-16               |
| 12 agosto 2005 ?, ? Durata: ? - Spettatori: ? | Cina        | 0 - 3 | Paesi Bassi | 20-25, 13-25, 20-25               |
| 13 agosto 2005 ?, ? Durata: ? - Spettatori: ? | Polonia     | 3 - 2 | Cina        | 22-25, 25-19, 27-29, 25-17, 15-9  |
| 13 agosto 2005 ?, ? Durata: ? - Spettatori: ? | Paesi Bassi | 3 - 0 | Norvegia    | 25-14, 25-12, 25-13               |
| 14 agosto 2005 ?, ? Durata: ? - Spettatori: ? | Polonia     | 2 - 3 | Paesi Bassi | 26-24, 17-25, 25-27, 25-17, 11-15 |
| 14 agosto 2005 ?, ? Durata: ? - Spettatori: ? | Cina        | 3 - 0 | Norvegia    | 25-17, 25-23, 25-15               |

### Classifica
| Pos | Squadra     | Pt | G | V | P | SV | SP | Ratio | PF  | PS  | Ratio |
| --- | ----------- | -- | - | - | - | -- | -- | ----- | --- | --- | ----- |
| 1   | Paesi Bassi | 6  | 3 | 3 | 0 | 9  | 2  | 4.500 | 258 | 196 | 1.316 |
| 2   | Polonia     | 5  | 3 | 2 | 1 | 8  | 5  | 1.600 | 293 | 256 | 1.145 |
| 3   | Cina        | 4  | 3 | 1 | 2 | 5  | 6  | 0.833 | 227 | 244 | 0.930 |
| 4   | Norvegia    | 3  | 3 | 0 | 3 | 0  | 9  | 0.000 | 143 | 225 | 0.636 |

## Classifica finale
| Pos | Squadre     |
| --- | ----------- |
|     | Paesi Bassi |
|     | Polonia     |
|     | Cina        |
| 4   | Norvegia    |